# Turok (2008)
Turok är ett first person shooter-spel utvecklat av Propaganda Games och utgivet av Touchstone Pictures till Playstation 3 och Xbox 360 samt till Microsoft Windows av Capcom. Spelet är en remake av Turok: Dinosaur Hunter. I spelet måste man ta sig igenom djungeln på en planet bebodd av dinosaurier. Spelet släpptes 31 januari 2008 i USA till Playstation 3 och Xbox 360 och släpptes den 8 februari i Europa. Den 22 april släpptes spelet till Windows.

## Handling
Huvudkaraktären Joseph Turok söker jaga rätt på och fånga Roland Kane, kriminell galning och Turoks gamla mentor. Kane är i full gång med ett hemligt militärt projekt på en annan planet. Turok och hans män blir nerskjutna av Kanes hantlangare och måste nu kämpa sig igenom horder av köttätande dinosaurier och andra farliga varelser. Trots en enorm vapenarsenal är motståndet för Turok och hans män överväldigande. För att överleva och stå öga mot öga med Kane måste Turok förlita sig på sin kallblodiga träning, som han kämpat hårt för att glömma.

## Gameplay
I spelets Gameplay händer det mycket som inte normalt sett händer i andra first person shooter-spel. När man blir attackerad av en Velociraptor kan man till exempel se när Turok ramlar bakåt, varpå hans ben är fullt synliga för spelaren.
Turok har under hela spelets förlopp tillgång till sin jaktkniv, vilken kan användas för att döda dinosaurier och soldater i närstrid. Man har också en pilbåge, en klassisk del av Turoks arsenal. Pilbågen är ljudlös och kan därför användas för att undvika storskaliga eldstrider. 

## Rollista
Rollerna i spelet är rätt kända skådespelare, exempel Ron Perlman som spelar Slade är ofta med Turok i spelet.
- Gregory Cruz som Joseph Turok
- Ron Perlman som Slade
- Timothy Olyphant som Cowboy
- Powers Boothe som Roland Kane
- William Fichtner som Logan
- Donnie Wahlberg som Shepard
- Christopher Judge som Jericho
- Sean Donnellan som Grimes
- Mark Rolston som Cole
- Gideon Emery som Reese
- Lombardo Boyar som Gonzales
- Joshua Gomez som Parker
- Jon Curry som Foster
- Jason Harris som Carter
- Steven Van Wormer som Henderson
- Mark Deakins som MC Commander

## Dinosaurier och monster
- Tyrannosaurus - Den näst största fiendetypen i spelet. En återkommande fiende av denna typ kallas Mama Scarface till följd av ett tydligt ärr på högra sidan av ansiktet. Spelaren kan observera just henne fyra gånger under spelets gång, varav två tillfällen innebär en direkt konfrontation. Första tillfället är när Turok och Slade strider mot Kanes trupper tidigt i kampanjen. Andra är i mitten av spelet, när Mama Scarface äter upp en av Turoks kompanjoner och sticker med en viktigt hårdvaruenhet. När man åter hittar henne slåss man, och efter striden hugger Turok av hennes högra öga (resulterande i det tidigare nämnda ärret). Tredje gången sker ingen direkt strid. Fjärde gången är när man efter har dödat Kane närmare slutet. I denna strid dräper Turok Mama Scarface genom att hålla sig fast vid hennes huvud och spränga det med en granat.
- Velociraptor - är varelsen man möter mest, det finns små och stora raptorer men de stora kan se Turok när som helst. Om man har en Shotgun och avfyrar en lysraket följer raptorn efter den (även andra dinosaurier kan göra det), det kan göra att raptorn går fram mot soldaterna.
- Gorgonops - I spelet kallas dessa varelser för lurkers, de ser nästan ut som krokodiler och de har klor så att de kan klättra i träd. För en raptor krävs det tre för att döda en lurker.
- Soldier Bug - är stora skorpioner med åtta ben, de är dubbelt så stora som en människa. Soldier Bug finns i banan Down and Out och i slutet av spelet, det går att döda och skrämma dem med eldkastare. De attackerar med syra som finns på deras stora svans.
- The Beast - är den största fienden i spelet, det är Muränor med tentakler. Den finns bara på banan Down and Out, när man har kommit till mitten av banan kommer man till en stor kammare som är bebodd av en stor sjöorm. Turok dödar den genom att använda gasventiler och grillar ansiktet av monstret.
- Dilophosaurus - är en 6 meter lång dinosaurie. Den kan lätt äta upp en människa med sin stora käke, den äter upp en människa fortare än en T-rex gör. T-rexen äter upp Turok bara när skärmen blir mycket röd.
- Giganotosaurus - är något större än T-rexen och den syns bara i början på banan Death Valley. Den är odödlig mot alla vapen. Turok och Slade måste korsa den stora dalen ner till en grotta på andra sidan av den breda klippan. På andra sidan klippan är det också fullt av raptorer.
- Compsognathus
- Parasaurolophus
- Apatosaurus
- Meganeura
- Pteranodon